# Bener Kelipah Selatan
Bener Kelipah Selatan is een bestuurslaag in het regentschap Bener Meriah van de provincie Atjeh, Indonesië. Bener Kelipah Selatan telt 236 inwoners (volkstelling 2010).